# Guerra Luso-Espanhola (1735–1737)
A Guerra Luso-Espanhola de 1735-1737 foi o conflito armado pela posse da chamada Banda Oriental na costa norte do Rio da Prata, aproximadamente o atual Uruguai. 
Naquele tempo, era pouco povoada essa região situada entre a fronteira Sul do Brasil Colonial e o Governatorato do Rio da Prata (Gobernación del Río de la Plata ou Gobernación de Buenos Aires). Espanha reivindicou a área com base na Tratado de Tordesilhas de 1494, mas Portugal tinha fundado em 1680 a primeira cidade do território, a Colónia do Sacramento. A Espanha tomou a cidade duas vezes, em 1681 e em 1705, mas teve de devolvê-la aos portugueses pela Tratado de Utrecht, assinado em 1713. 
Nos anos seguintes, prosseguiu a expansão dos assentamentos portugueses em toda a Colónia, em um raio de até 120 km. Como reação, o capitão-geral do Rio da Prata de Bruno Mauricio de Zabala fundou Montevideu em 24 de dezembro de 1726, para evitar uma maior expansão. Mas o comércio português com Buenos Aires prejudicava os interesses de Espanha, que considerava essas relações comerciais como contrabando e a presença portuguesa na região como ilegítima.
Em março de 1734, o novo capitão-geral do Rio da Prata, Miguel de Salcedo y Sierraalta, recebeu ordens de Madrid para reduzir o raio de ação da Colônia do Sacramento para "um tiro", cerca de dois quilômetros. Salcedo enviou um ultimato a António Pedro de Vasconcelos, o governador Português da colónia. Em 1735, aumentaram as tensões entre Espanha e Portugal e navios espanhóis capturaram várias embarcações portuguesas. Em 19 de abril desse ano, o primeiro-ministro espanhol José Patiño Rosales ordenou a Salcedo que atacasse a Colónia do Sacramento.
Salcedo reuniu 1 500 homens que marcharam lentamente sobre a Colónia, perdendo muito tempo atacando alvos menores ao longo do percurso. Foi apoiado por 4 000 Guaranis guerreiros que vieram das reduções jesuíticas. O cerco começou em 14 de outubro de 1735. Por esse tempo Vasconcelos tinha preparado a defesa com uma guarnição de cerca de 900 homens, e enviou um mensageiro para o Rio de Janeiro, pedindo reforços. José da Silva Pais enviou seis navios portugueses, que chegaram em 6 de janeiro, seguidos alguns dias depois de mais 12 navios. Os espanhóis tentaram impor um bloqueio naval, mas os portugueses tinham mais navios e ganharam superioridade naval. 
Em 1736 e 1737 mais navios foram enviados de Espanha e de Portugal para a região e ocorreu um confronto ocasional entre alguns navios, iniciando a Campanha do Rio da Prata. Mas a Espanha não conseguiu superiorizar-se e, em 6 de setembro de 1736, os portugueses ainda sitiaram Montevideu, acabando por desistir quando Salcedo enviou uma força de socorro de 200 homens.
Em 16 de março de 1737, por iniciativa e mediação da França, da Grã-Bretanha e da Holanda, foi assinado em Paris um armistício entre Portugal e Espanha. Em princípios de setembro, com a chegada da notícia do armistício, as hostilidades cessaram, o cerco à Colónia foi levantado e o governador de Buenos Aires, Miguel de Salcedo, foi substituído.
A guerra foi local e envolveu apenas alguns milhares de homens de cada lado. Na Europa não chegou a haver hostilidades entre os dois países, sobretudo porque em junho de 1736 a Grã-Bretanha, aliada de Portugal, enviou, a pedido do rei D. João V, uma forte esquadra para Lisboa, comandada pelo experimentado almirante John Norris a bordo do seu navio-almirante Britannia, para proteger a navegação portuguesa para o Brasil e prevenir a temida invasão de Portugal pelos espanhóis. A presença de Norris e da sua esquadra em Lisboa durante vinte e dois meses, até abril de 1738, surtiu grande efeito sobre os espanhóis, que desistiram dos seus planos.

## Ligações Externas
- Campanha do Rio da Prata (1736)
- Guerras entre España y Portugal en la cuenca del Río de la Plata (em espanhol)